# توماس ماسون (سياسي)
توماس ماسون (بالإنجليزية: Thomas Mason)‏ هو رائد أعمال وسياسي أمريكي، ولد في 1 مايو 1770 في مقاطعة فيرفاكس في الولايات المتحدة، وتوفي في 18 سبتمبر 1800 في الولايات المتحدة.